# Шатле
Шатле (на френски: Châtelet) е град в Югозападна Белгия, окръг Шарлероа на провинция Ено. Населението му е около 35 600 души (2006).

## Известни личности
Родени в Шатле
- Клод Барзоти (р. 1953), певец